# Taqī al-Dīn Muḥammad ibn Maʿrūf
Taqī al-Dīn Muḥammad ibn Maʿrūf al-Shāmī al-Asadī, meglio conosciuto come Taqī al-Dīn al-Rāṣid o Taqī al-Dīn (in arabo تقي الدين محمد بن معروف الشامي‎?; Damasco, 14 giugno 1526 – Istanbul, 1585), è stato un matematico, astronomo e inventore ottomano.

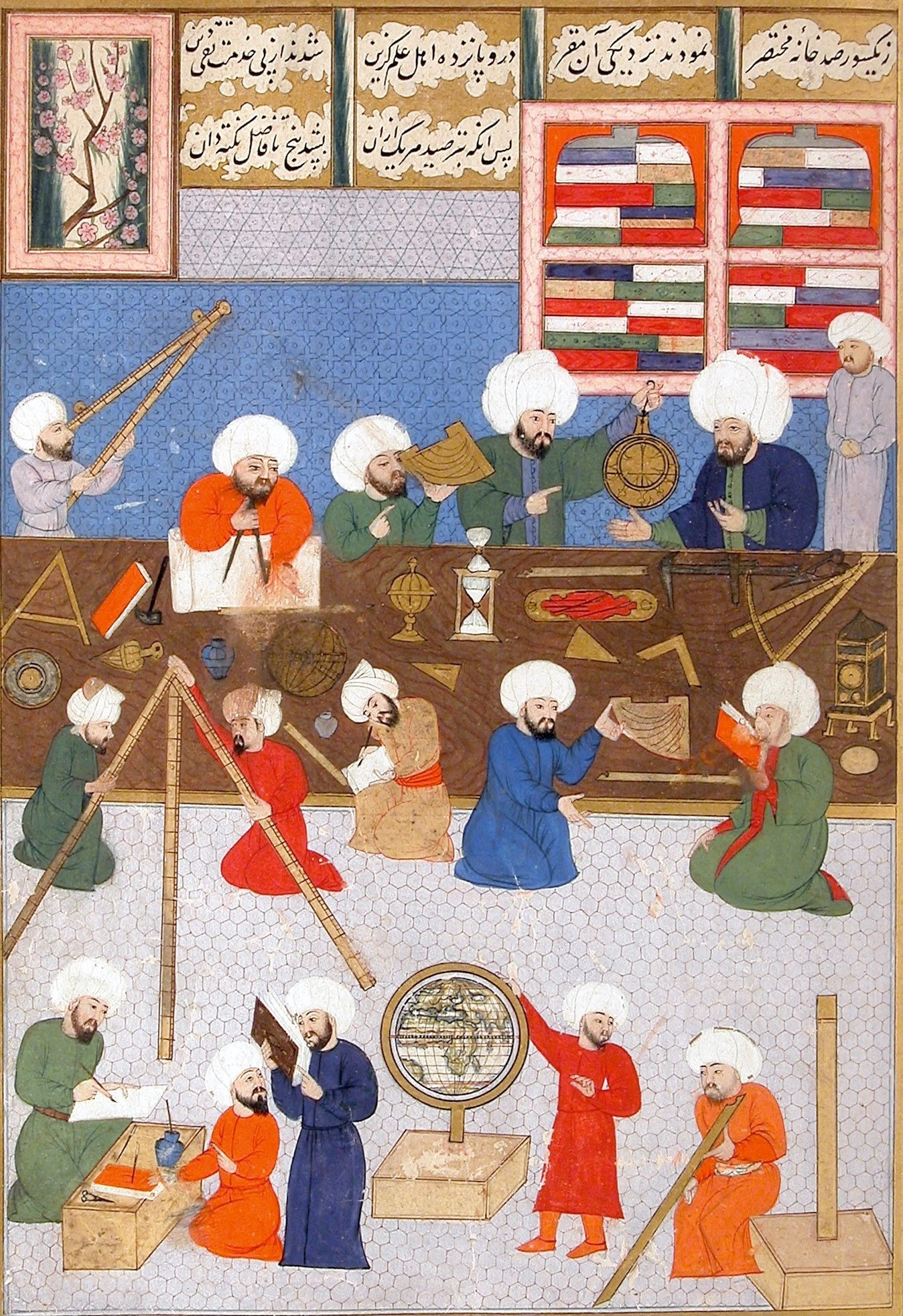
Taqī al-Dīn e i suoi collaboratori al lavoro nell'Osservatorio astronomico di Istanbul (ʿAlāʾ al-Dīn Manṣūr Shīrāzī - Istanbul University Library, F 1404, fol. 57a dello Şehinşename, "Libro del Re dei Re").

Ricordato per le sue innumerevoli innovazioni in campo fisico, matematico e astronomico, Taqī al-Dīn contribuì alla costruzione dell'Osservatorio di Istanbul di Taqī al-Dīn, il più grande e importante del suo tempo e gli sono accreditate innumerevoli invenzioni, fra cui una turbina a vapore, una sveglia meccanica, uno strumento per la determinazione degli equinozi e diversi orologi per l'ascensione retta delle stelle. 
Fu l'autore di oltre 90 opere, caratterizzate da una ricca varietà di argomenti oltre all'astronomia: la tecnica di fabbricazione degli orologi, l'ingegneria, la matematica, la meccanica, l'ottica e la cosiddetta filosofia naturale.

## Biografia
Taqī al-Dīn nacque a Damasco (secondo altre fonti al Cairo) nel 1526 da una famiglia di origine turca. Dopo aver studiato scienze razionali e tradizionali con il padre, entrò a far parte dei circoli accademici di Damasco e Il Cairo, dove approfondì i temi della Teologia islamica. Ancora giovane, fu nominato, dagli Ottomani, Qāḍī a Nābulus.
Nel 1551, Taqī al-Dīn descrisse una turbina a vapore, grazie al progetto di uno spiedo rotante.
Nel 1574 il Sultano ottomano Murad III, su sua sollecitazione, accondiscese all'edificazione di un osservatorio astronomico a Istanbul, nominando Taqī al-Dīn "Astronomo capo" (müneccimbaşılığına). Tale osservatorio, il più grande dell'epoca, fu inaugurato nel 1577 e distrutto solo tre anni dopo, ma fu il luogo in cui Taqī al-Dīn condusse svariate ricerche in ambito scientifico e dove condusse delle osservazioni sul fenomeno dell'eclissi. Esaminò anche la Grande Cometa del 1577, che vaticinò erroneamente come il segno dell'imminente vittoria militare ottomana ai danni dei nemici Safavidi (Battaglia di Cialdiran). Sempre durante la seconda metà del Cinquecento, costruì strumenti quali un'imponente sfera armillare e orologi meccanici: suo è il più antico trattato di orologeria turca al mondo.

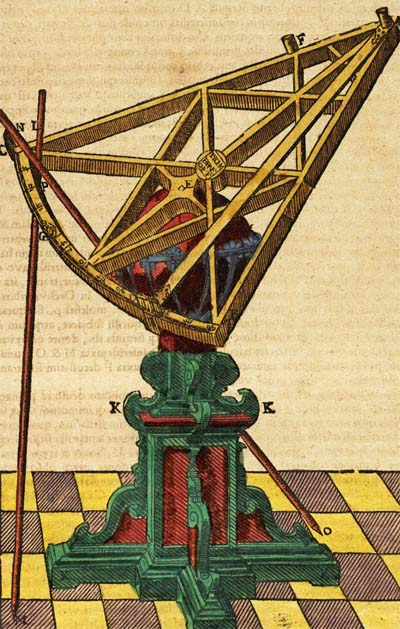
Sestante astronomico fabbricato su disposizione di Tycho Brahe. Si noterà la differente mole dell'arco graduato del sestante, rispetto a quello (visibile a sinistra) fatto edificare a Samarcanda dal sovrano e astronomo timuride Uluğ Bek (nipote di Tamerlano) per misurare con la massima precisione possibile la posizione delle stelle fisse visibili nella volta stellare.

Scrisse la Kharīdat al-durar wa-jarīdat al-fikar ma il maggior lavoro da lui prodotto fu forse Il loto ultimo [della conoscenza] nel regno delle sfere roteanti: ovvero le "Tavole Astronomiche dell'Imperatore [Murād III]" (in arabo سدرة منتهى الأفكار في ملكوت الفُلُك الدَّوَار (أو ما يسمى بالزيج الشاهنشاﻫﻲ)‎?, Sidra muntahā al-afkār fī malakūt al-fuluk al-dawwār (aw mā yusmā bi-l-Zīj al-Shāhinshāhī)) Le tavole, pensate come una rettifica e ampliamento dello Zij-i Sultani di Ulugh Beg, furono portate coi risultati ottenuti dalle osservazioni realizzate in Egitto e a Istanbul.
Corroborò i suoi dati con quello ottenuti da altri scienziati, come Dāʾūd al-Riyyāḍī (David il Matematico) e l'israelita David Ben Shushān di Salonicco. Secondo Salomon Schweigger, cappellano dell'ambasciatore asburgico Johann Joachim von Sinzendorf, Taqī al-Dīn era invece un ciarlatano che ingannava il Sultano Murad III, facendogli spendere enormi somme.
Grazie a un cosiddetto "orologio delle osservazioni" in suo possesso, con cui poteva misurare il tempo in secondi, Taqī al-Dīn produsse un catalogo astronomico più preciso di quello dei suoi contemporanei Tycho Brahe e Nicolas Copernicus e alcuni sostengono che lo stesso Brahe avesse studiato l'opera di Taqī al-Dīn.
Taqī al-Dīn morì a Istanbul nel 1585.

## Turbina a vapore
Nel 1551 Taqī al-Dīn descrisse sommariamente una turbina a vapore nella sua opera al-Ṭuruq al-sāmiyya fī l-ālāt al-rūḥiyya (I metodi sublimi nella costruzione delle macchine spirituali [aeree]). Parlò di un metodo per consentire la rotazione di uno spiedo grazie a un getto di vapore che veniva diretto su pale rotanti intorno alla periferia di una ruota. Un simile dispositivo per far ruotare una turbina fu poi descritto da John Wilkins nel 1648. Tali dispositivi erano chiamati "mulini" ma sono ora definiti turbine a vapore.

## L'Osservatorio di Istanbul

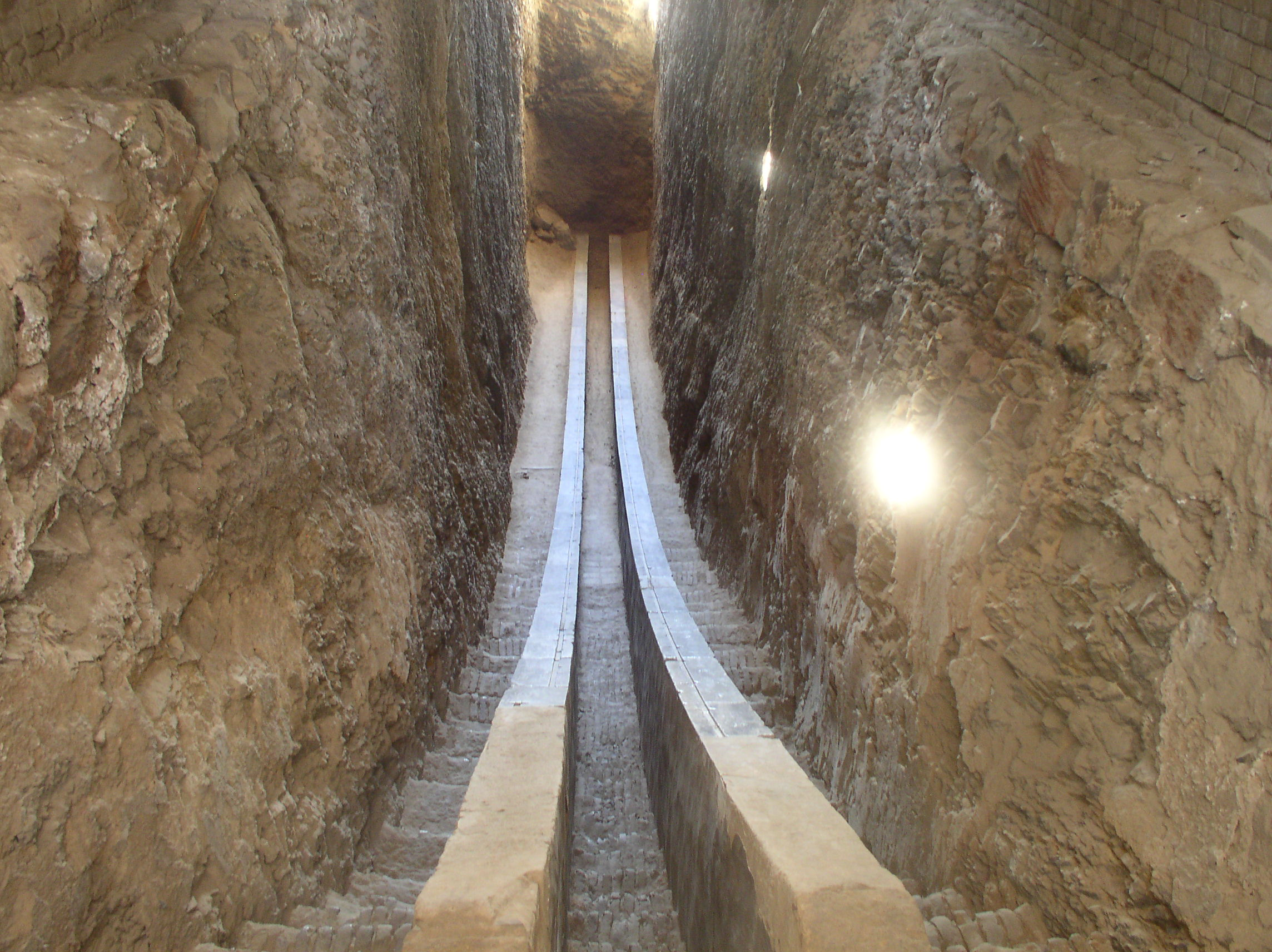
Arco graduato del sestante astronomico di Ulugh Beg (Samarcanda, XV secolo).

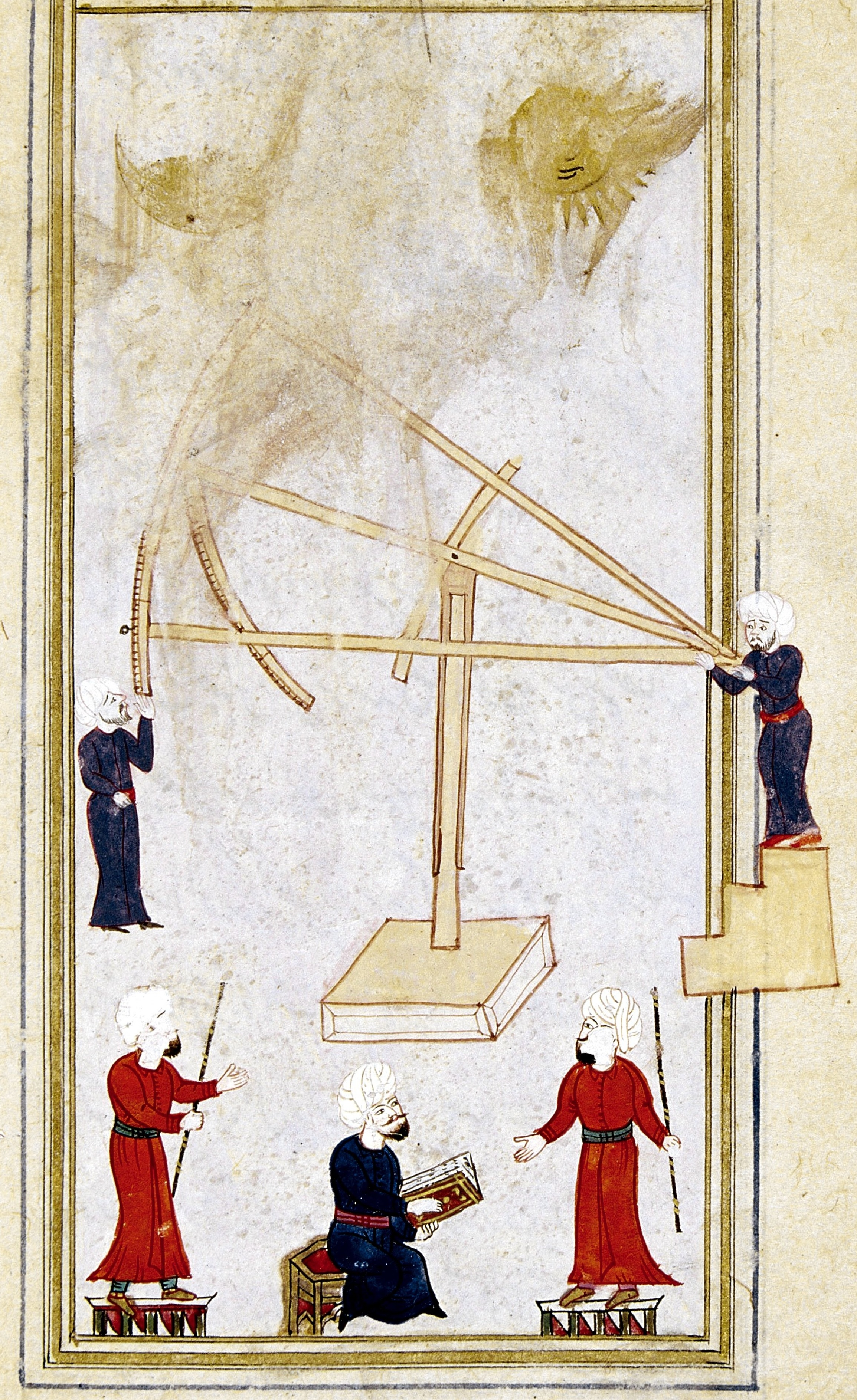
Disegno di un sestante usato a fini astronomici e astrologici nell'Osservatorio ottomano di Istanbul e dall'Astronomo capo nel XVI e XVII secolo.

Nel 1574 Taqī al-Dīn propose l'edificazione di un Osservatorio astronomico al Sultano ottomano Murad III che, nutrendo interessi astronomici, dispose il finanziamento di un nuovo osservatorio a Istanbul. Errori contenuti in varie tabelle astronomiche motivavano la sua richiesta per un nuovo osservatorio che, si dice, fosse sotto vari aspetti simile a quello di Tycho Brahe.
Pochi mesi dopo la sua inaugurazione, il primo giorno del mese di Ramadan, una cometa apparve di notte in cielo. Questo si rivelò un momento sfortunato, visto che il Sultano stava per marciare contro la Persia safavide e la morte del padre di Murād III, Selim II era avvenuta in concomitanza con la comparsa di un'altra cometa.
Si disse che il cielo notturno fosse illuminato per 40 notti da un chiarore sempre più intenso e, con questo avvenimento in corso, il Sultano chiese a Taqī al-Dīn di usare l'Osservatorio per appurare il significato di quella straordinaria apparizione.
Taqī al-Dīn notò che testa e coda della cometa sembravano puntare in direzione della Persia, a indicare un presagio negativo per il nemico, ma non per l'Impero ottomano. Notò anche che la cometa muoveva dalla costellazione del Sagittario, che simbolizzava un arciere ottomano, e che puntava verso la costellazione dell'Acquario, che rappresentava un auspicio di tempo di pace. Credette quindi che la cometa fosse un positivo auspicio per il suo Sultano e l'Impero che guidava, nella sua contesa con la Persia. Le cose però si rivelarono di ben altro segno e questo si rifletté in una forte pressione contraria all'Osservatorio e alla sua attività scientifica. Il Gran Vizir Sokollu Mehmed Pascià seguitò però a sostenere l'impegno economico per la struttura fino alla sua morte nel 1579. Senza più una forte protezione politica, l'Osservatorio rapidamente collassò.

## Ottica
Taqī al-Dīn, come astronomo, ebbe grande familiarità con l'Ottica e lo studio della natura della luce. Da tali studi nacque un libro intitolato Kitābi (Takîyüddîn'in Optik Kitabi, o Taqī al-Dīn's Book of Optics. Tale libro fu redatto in tre capitoli: il primo dedicato alla natura della vista, il secondo a quella del riflesso e infine alla comprensione della rifrazione. Egli annotò che il suo lavoro era basato sull'evidenza sperimentale e che nulla aveva a che fare con sue conclusioni riguardanti precedenti lavori di taglio letterario. Egli sottolineava inoltre che la luce era la medesima in ognuno dei fenomeni da lui indagati, in ciò contraddicendo quanto scritto da Ibn al-Haytham.

### Vista

Riflessione

Nei primi studi dei Greci in epoca antica, si contrapponevano tra loro diverse idee riguardanti la natura della vista. Una parlava del fatto che raggi emanavano dagli occhi in direzione di un oggetto, mentre un'altra affermava che la luce emanava dagli oggetti e che i nostri occhi si limitavano a osservare. Entrambe le teorie vantavano i loro sostenitori, ma Taqī al-Dīn fu in grado di osservare sperimentalmente che la luce emanava da un oggetto e che essa era percepita dai nostri occhi. ” Dal momento che possiamo vedere le stelle di notte senza alcun ritardo, è chiaro che la luce viene da loro e non qualcosa che produciamo. Da ciò giunse alla conclusione che il colore della luce è quindi contenuto nella luce dell'oggetto. Asserì anche che mentre la luce, proveniente da un singolo punto, può spostarsi verso l'esterno in una sfera, i singoli raggi di luce viaggiano in linea retta. Dimostrò infine che il colore di un oggetto viene prodotto dalle proprietà di riflessione e rifrazione di un oggetto.

### Riflessione
Sebbene il concetto di riflessione fosse già noto nel mondo arabo, Taqī al-Dīn lo approfondì ulteriormente e notò che i raggi di luce riflessi da uno specchio si propagano in altre direzioni assumendo una forma sferica. Scoprì anche che il raggio incidente, il raggio riflesso e quello normale giacciono tutti sullo stesso piano. Fornì inoltre prove dimostrative sulla legge di osservazione e quella di riflessione, secondo la quale l'angolo di incidenza e l'angolo di riflessione sono gli stessi. Scoprì infine che anche i raggi di luce emessi avevano lo stesso colore della superficie riflettente.

### Rifrazione

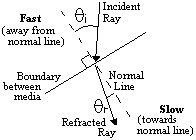
Refraction

Così come la riflessione, che era già stata scoperta da tempo, anche la rifrazione era già conosciuta da tempo, ed era risaputo che la luce rifratta si propaga in un guscio sferico proprio come fa la luce riflessa e che assume anche il colore del materiale attraverso il quale viaggia. Era anche noto che, se un raggio di luce viaggia e va da un mezzo all'altro, il suo angolo si piegherà in modo correlato alla densità dei due materiali. Come i riflessi, il raggio incidente, il raggio rifratto e quello normale si trovano tutti nello stesso posto, tuttavia l'angolo di rifrazione è sempre inferiore all'angolo di incidenza. Le uniche eccezioni a questo sono i raggi perpendicolari che in realtà non si rifrangono. Taqī al-Dīn scoprì, tuttavia, che "la differenza tra gli angoli di rifrazione dei diversi raggi di incidente è inferiore alla differenza tra gli angoli di incidenza". Notò anche che il rapporto tra l'angolo dell'incidente e l'angolo di rifrazione dell'incidente maggiore è maggiore dello stesso rapporto per l'incidente minore. Queste sono praticamente le nostre regole moderne per l'ottica e Taqī al-Dīn ha persino tentato di formulare in modo pionieristico la legge di Snell, anche se non ebbe successo.